# Braunschweig-Hildesheimer Lößbörde
Die Braunschweig-Hildesheimer Lößbörde ist eine rund 1000 km² große Bördenlandschaft in den niedersächsischen Landkreisen Hildesheim und Peine sowie der kreisfreien Stadt Salzgitter, zu Randanteilen auch im Landkreis Wolfenbüttel, in der Region Hannover und der kreisfreien Stadt Braunschweig, die sich durch ihre ausgesprochen guten Schwarzerde-Lössböden auszeichnet. Bekannteste Teillandschaft ist die Hildesheimer Börde im Südwesten.

## Lage
Die Bördelandschaft erstreckt sich im Städtefünfeck von Hannover – Peine – Braunschweig – Salzgitter – Hildesheim. In ihrem Inneren herrscht eine weitläufige stadtfreie Agrarlandschaft vor. Im Randbereich, zwischen den genannten Städten, liegen einige Klein- und Mittelstädte. Die natürlichen Landschaftsgrenzen sind im nördlicheren Westen die Leine, im Norden die zur sich anschließenden Burgdorf-Peiner Geest sinkende Bodenqualität (Grenze liegt ungefähr entlang der A 2), im Osten die Oker und im Süden der Höhenanstieg zum Innerstebergland mit (von Ost nach West) Salzgitter-Höhenzug (bis 323 m), Vorholz (bis 243 m), und, südlicher Westen, Giesener Bergen (Südteil bis 234 m, durch die Pforte von Himmelsthür getrennter Nordteil bis 181 m ü. NHN).
Im Westen grenzt jenseits der Leine die Calenberger Lößbörde des Calenberger Landes an, im Osten jenseits der Oker das Ostbraunschweigische Hügelland mit dem Elm, an das sich östlich die bekannte Magdeburger Börde anschließt. Diese Bördelandschaften gehören zur mitteleuropäischen Lösszone, die sich nördlich der Mittelgebirge von Belgien bis in die Westukraine erstreckt. Als zusammenhängende naturräumliche Großregion 2. Ordnung erstrecken sich die Lößbörden auf deutschem Boden vom Lübbecker Lößland nördlich des Wiehengebirges bis zur Oberlausitz.

## Naturräumliche Gliederung
Die Braunschweig-Hildesheimer Lößbörde wurde im Handbuch der naturräumlichen Gliederung Deutschlands in der ersten Kartierung von 1954 definiert und ist, auf jene Grenzen bezogen, in der 6. Lieferung des Handbuchs von 1959 mit einer Fläche von 1025,4 km² angegeben. Eine feinere Gliederung erfolgte auf den Einzelblättern 1:200.000 86 Hannover durch Sofie Meisel im Jahr 1960 und 87 Braunschweig durch Theodor Müller, der auch den entsprechenden Abschnitt im Handbuch verfasst hatte, im Jahre 1962. Das Bundesamt für Naturschutz hat, sich an den Blättern 86 Hannover und 87 Braunschweig orientierend, eine Fläche von 848 km² ermittelt, die jedoch die Teile, die in die Verdichtungsräume Hannover und Braunschweig fallen, ausspart.
Nachfolgend sind alle Unter-Naturräume der Braunschweig-Hildesheimer Lößbörde aufgeführt:
- (zu 52 Niedersächsische Börden)
  - 520 Braunschweig-Hildesheimer Lößbörde
    - 520.0 Kirchroder Hügelland
    - 520.1 Gödringer Berge (etwas über 100 m ü. NHN)
    - 520.2 Mehrumer Bördenrand
    - 520.3 Hildesheimer Lößbörde
    - 520.4 Ilseder Lößbörde
    - 520.5 Nettlinger Rücken (Kreide; am Berelries bis 149 m ü. NHN)
    - 520.6 Lebenstedter Börde
    - 520.7 Alvesser Niederung
    - 520.8 Denstorfer Lößplatte

An die (naturräumliche) Hildesheimer Börde (520.3) im Südwesten schließt sich, ohne scharfe Trennlinie, östlich die Ilseder Börde (520.4) an, die nach Südosten in die Lebenstedter Börde (520.6) übergeht. Zwischen Ilseder und Lebenstedter Börde schiebt sich im Südwesten der Nahtstelle der Nettlinger Rücken (520.5), im Nordosten die Alvesser Niederung, die auch die Denstorfer Lößplatte (520.8) im äußersten Nordosten von der Ilseder Börde trennt.
Nach Nordwesten wird die Hildesheimer Börde durch die Gödringer Berge (520.1) begrenzt, die wiederum das Kirchroder Hügelland (520.0) im äußersten Nordwesten abtrennen. Nach Osten werden die beiden letztgenannten Landschaften vom Mehrumer Bördenrand (520.2) abgelöst, der ohne scharfe Trennlinien nach Süden auf einem schmalen Streifen in die Hildesheimer und nach Südosten in die Ilseder Börde übergeht.
Definiert man die Hildesheimer Börde als Schnittmenge der Gesamtlandschaft mit dem Landkreis Hildesheim, so hat sie, neben der naturräumlichen Hildesheimer Börde, im Osten von Schellerten bis Hoheneggelsen und Söhlde auch noch Anteile an der Ilseder Börde, von Nettlingen bis südlich Söhldes am Nettlinger Rücken sowie südöstlich davon minimale an der Lebenstedter Börde. Im Norden, nördlich der Linie von Sarstedt nach Algermissen, hat sie bei Bledeln und Lühnde Anteile an den Gödringer Bergen.
Die höchsten Erhebungen der Bördelandschaft sind künstlich; so erreichen der Seilbahnberg bei Lengede 157 m, zwei Kalihalden bei Sehnde 144 m (unmittelbar südwestlich) und 155 m (nördlich) und die Kalihalde bei Giesen, an der nördlichen Verlängerung der Giesener Berge und der Nahtstelle zur Calenberger Börde, 150 m ü. NHN.

## Böden

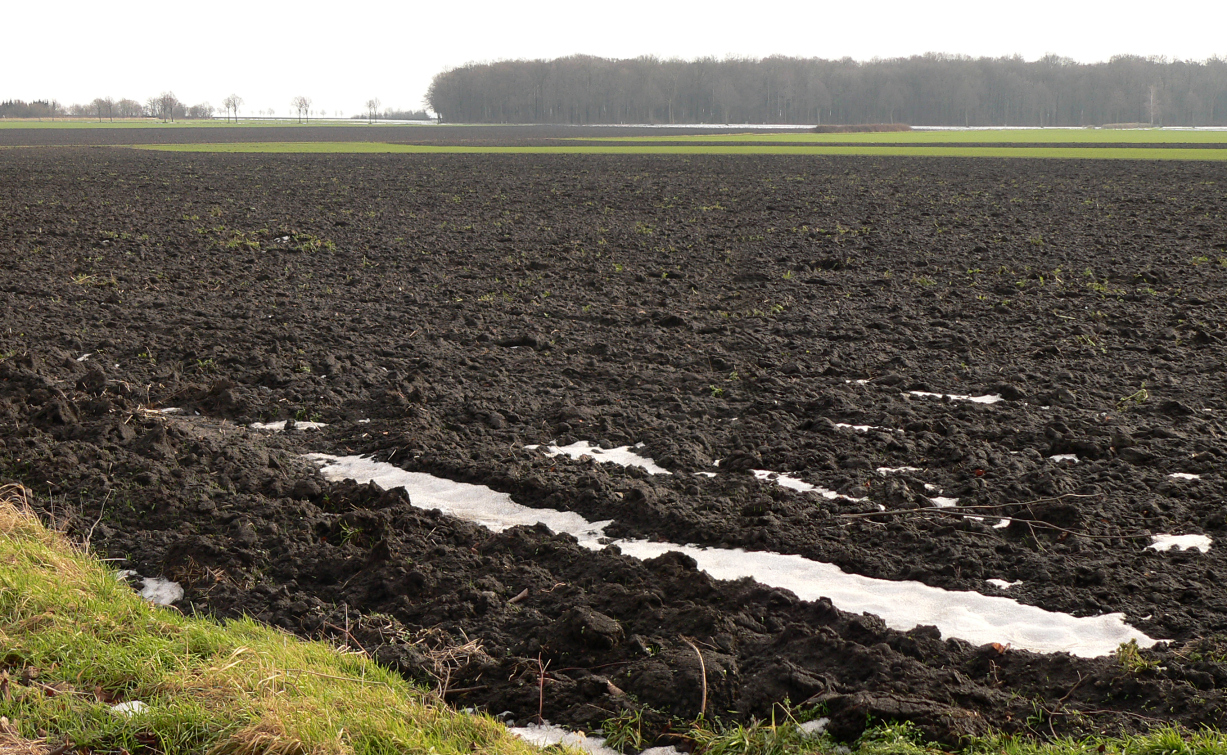
Schwarzerde bei Harsum unweit des Schwarzerdeprofils Asel, im Hintergrund das Borsumer Holz als einer der wenigen deutschen Wälder auf Schwarzerde

Das Gebiet der Hildesheimer Börde wird fast geschlossen von einem Schleier aus eiszeitlichem Löss in einer Stärke von bis zu zwei Metern bedeckt. Die Böden sind die fruchtbarsten in Deutschland. Sie werden schon seit über 4000 Jahren ackerbaulich genutzt. Heute sichern die Bördeböden der ansässigen Landwirtschaft jährlich Rekordernten. Dadurch können anspruchsvolle Kulturen wie Zuckerrüben und Weizen angebaut werden. Pro Quadratmeter werden durchschnittlich 0,8 kg Weizen oder 5,5 kg Zuckerrüben geerntet. Die dunkle Bodenfarbe erhöht die Temperatur des Bodens. Dies verlängert den Zeitraum des jährlichen Pflanzenwachstums.

## Wälder und Siedlungen
Das Gebiet ist eine leicht gewellte Landschaft mit hügeligem Relief. Es wird großflächig als Agrarlandschaft genutzt. Wälder sind wegen der intensiven landwirtschaftlichen Nutzung im Gebiet der Börde selten. Man kann daher auch von einer Weizen- oder Rübensteppe sprechen. Es gibt meist nur vereinzelt stehende Bäume. Zur Auflockerung des Landschaftsbildes tragen Sträucher und Hecken entlang von Wegen und Bächen bei. Die Siedlungen sind meist Haufendörfer. Ihre Häuser wurden eng stehend gebaut, um nicht wertvolles Ackerland zu verschwenden. Jedoch liegen die Siedlungen meist nur wenige Kilometer auseinander. Mit größeren Siedlungsflächen in äußeren Teilen der Hildesheimer Börde ergibt sich insgesamt ein Anteil der Siedlungsflächen von über zehn Prozent.

## Kulturlandschaftsraum
Der Kulturlandschaftsraum Braunschweig-Hildesheimer Lössbörde umfasst ein 910 km² großes Gebiet. Diese Zuordnung zu den Kulturlandschaften in Niedersachsen hat der Niedersächsische Landesbetrieb für Wasserwirtschaft, Küsten- und Naturschutz (NLWKN) 2018 getroffen. Ein besonderer, rechtlich verbindlicher Schutzstatus ist mit der Klassifizierung nicht verbunden.

## Bodengütewert
Nach dem Zweiten Weltkrieg stand der landwirtschaftliche Betrieb in Eickendorf in der Magdeburger Börde, in dem die Richtbodenwertzahl im Jahre 1934 festgelegt wurde, durch die Deutsche Teilung für westdeutsche Vergleichsuntersuchungen nicht mehr zur Verfügung. Daher wurde als Bundesrichtbetrieb für die Bodengüte ein Landwirtschaftsbetrieb in Harsum, Ortsteil Machtsum, festgesetzt, der sich innerhalb der Hildesheimer Börde befindet. Dieser ist mit der Landwirtschaftlichen Vergleichszahl (LVZ) 100 bewertet. Machtsum liegt zehn Kilometer nordöstlich von Hildesheim. Bei späteren Messungen wurde ein noch höherer Wert mit der LVZ von 102,8 bei Mölme gefunden. Es ist der höchste je gemessene Wert in Deutschland. Mölme liegt etwa 15 km nordöstlich von Hildesheim in der Ilseder Börde und ist Teil der Gemeinde Söhlde.

## Verkehr
Die BAB 7 durchquert die Hildesheimer Börde in ihrem westlichen Bereich. Die erhöht liegende Autobahnraststätte Hildesheimer Börde wenige Kilometer südöstlich von Hildesheim bietet einen rund 20 km weiten Ausblick in Richtung Norden auf die Landschaft. Im äußersten Nordwesten, durch Kirchroder Hügelland und Mehrumer Bördenrand, verläuft der Mittellandkanal in West-Ost-Richtung, der weiter östlich immer nördlich des Naturraums bleibt. Die Fuhse durchquert die Ilseder Börde von Südosten nach Norden.